# Charançon du noyau de la mangue
Sternochetus mangiferae
Espèce
Le charançon du noyau de la mangue, dit aussi charançon de la graine du manguier ou charançon de la mangue (Sternochetus mangiferae) est une espèce d'insectes coléoptères de la famille des Curculionidae, à répartition pantropicale.
Ce charançon, inféodé au manguier, est considéré comme un insecte ravageur. Il est présent dans la plupart des régions de culture du manguier, notamment dans certaines îles des Antilles depuis les années 1980. Il doit ses noms vernaculaires au fait que la femelle pond ses œufs dans les mangues. Les larves se fraient un chemin vers le noyau où elles se développent jusqu'à l'âge adulte, sur une période d'environ 40 jours.

## Synonymes
Selon OEPP :
- Curculio mangiferae Fabricius
- Rhynchaenus mangiferae (Fabricius)
- Cryptorhynchus mangiferae (Fabricius)
- Acryptorhynchus mangiferae (Fabricius)
- Cryptorhynchus monachus Boisduval
- Cryptorhynchus ineffectus Walker

## Répartition

Présent dans le pays/la région, aucun détail
Présent dans le pays/la région, large répartition
Présent dans le pays/la région, répartition restreinte